# Hoplarchus psittacus
Hoplarchus psittacus (o acará-papagaio) é uma espécie de peixe da família Cichlidae.